# Somnambul (Film)
Somnambul ist ein deutsches Stummfilmdrama aus dem Jahre 1928 von Adolf Trotz mit Erna Morena, Fritz Kortner und Veit Harlan in den Hauptrollen.

## Handlung
Fabrikant Bingen ist ein herrischer Honoratior, der eines Tages seinen als ungeraten empfundenen Sohn Kurt verstößt. Dieser verlässt daraufhin Heim und Herd und beginnt infolgedessen zu verludern. Bald ist sein Lebensmittelpunkt die Welt der schummrigen Bars und Halbwelt-Kaschemmen. Helga Bingen, die Gattin des hartherzigen Industriekapitäns, darf und kann dem verlorenen Sohn nicht helfen: Sie ist somnambul, das heißt: sie schlafwandelt. Um sie zu behandeln, macht Bingens Hausarzt Dr. Höchster das Ehepaar mit einem jungen, weiblichen Medium bekannt, das über telepathische Kräfte verfügen soll. Die Frau heißt Myra und steht in Diensten des Hypnotiseurs und Schwindlers Spinelli, einer windigen, glatzköpfigen Existenz. Was die Eltern Bingen nicht wissen: Myra hat bereits ihre Krallen nach Kurt ausgestreckt und ihn verführt, sodass dieser seine bisherige Verlobte Amélie verlässt und unter Spinellis Kontrolle gerät.
In der Nacht, in der die Eltern Bingen von einer telepathischen Sitzung heimkehren, bricht Kurt ins Elternhaus ein und rafft alles Geld zusammen, das er in dessen Schreibtisch finden kann. Am darauffolgenden Tag wird der alte Bingen erschossen aufgefunden. Augenblicklich gerät Sohn Kurt in den Verdacht, den herrisch-hartherzigen Vater umgebracht zu haben. Es kommt zu einem aufsehenerregenden Indizienprozess, in den Kurt als schwerstbelastet hineingeht. Das Urteil lautet Todesstrafe. Ausgerechnet Maxe, eine vermeintlich schräge Type aus Kurts neuem Lebensumfeld, ist es, der sich als Retter von dessen Leben erweist. Denn Maxe ist ein verdeckter Ermittler der Kriminalpolizei und findet mithilfe einer landesweit bekannten Hellseherin die Wahrheit heraus: Helga Bingen, die selbst unter dem Schreckensregime ihres Gatten litt, hatte diesen im Zustand des Somnambulismus mit einem Revolver in den Hinterkopf geschossen und dabei tödlich verletzt. Kurt kommt im letzten Moment frei und kehrt reumütig zu seiner Amélie zurück. Helga, die von ihrer eigenen Bluttat nichts wusste, bereitet ihrem Leben ein Ende.

## Produktionsnotizen
Somnambul, auch bekannt unter dem (von der Zensur nicht genehmigten) Arbeitstitel Die Hellseherin, entstand im November und Dezember 1928, passierte, nach einem am 29. Dezember 1928 ausgesprochenen Verbot unter dem ursprünglich vorhergesehenen Titel, am 31. Januar 1929 die dritte Filmzensur unter dem neuen Titel und wurde am 7. Februar desselben Jahres in Berlins Tauentzienpalast uraufgeführt. In Österreich wurde der Streifen im Herbst 1929 unter dem Titel Indizienbeweis vertrieben. Der mit Jugendverbot belegte Siebenakter besaß eine Länge von 2732 Meter.
Leo Meyer übernahm die Produktionsleitung, Rolf Eckbauer die Aufnahmeleitung. August Rinaldi gestaltete die Filmbauten.

## Wissenswertes
Die 18-jährige Österreicherin (gebürtig aus Sarajevo) und Tanzlehrerin Eva Plentzner, Künstlername Eva von Berne (1910–2010), die Kurts Braut Amélie verkörpert, spielte hier nach einem frühen Ausflug nach Hollywood (Debüt in “Die Masken des Erwin Reiner” (1928) an der Seite von Matinee-Idol John Gilbert) ihre erste deutsche Filmrolle. Bereits 1929, einhergehend mit dem Ende der Stummfilmzeit, beendete sie ihre kurze Leinwandkarriere wieder. Die von der Filmwelt komplett vergessene und bereits 1930 infolge einer Presse-Ente zeitweilig totgesagte von Berne starb fünf Monate nach ihrem 100. Geburtstag.
Die die Hellseherin spielende Elsbeth Günther-Geffers (1871–1959) galt in der Weimarer Republik tatsächlich als Medium und Parapsychologin und hatte zuvor als „Hellseherin von Königsberg“ durch den sie betreffenden „Insterburger Prozess“ (1928) von sich reden gemacht.

## Kritiken
„… im allgemeinen Regiewirrwarr untergeht. Ob aus Zensur- oder Manuskriptgründen – so wie der Film vorliegt … ist er sowohl inhaltlich wie regietechnisch unbrauchbar. (…) Darstellerisch ist neben Erna Morena … nur Fritz Kortner erwähnenswert, der in einer Fünfminutenszene das Zusammenbrechen eines Sterbenden packender, visionärer gestaltet als dieser ganze Film in einer Stunde an Hellseherei und Trance aufzubringen vermag.“

In Österreichs Kino-Journal heißt es: „In einer Zeit, wo das allgemeine Interesse von einem Prozeß in Anspruch genommen wird, der sich lediglich auf Indizien stützt, ist dieser aktuelle Stoff doppelt willkommen, der an einem spannenden Faktum erweist, wie wenig haltbar solch scheinbar überzeugende Momente sein können.“